# ІЗОКАРП
Міжнародне товариство міського і регіонального планування / International Society of City and Regional Planners (ІЗОКАРП / ISOCARP) є міжнародною асоціацією людей, які працюють в області міського планування. Він був створений в 1965 році. В даний час[коли?] вона має своїх членів з більш ніж 80 країн світу. ІЗОКАРП офіційно визнаний ООН і Радою Європи. Він працює з ЮНЕСКО. Він не перебуває під контролем будь-якого уряду.